# Плопи (Браила)
Плопи (рум. Plopi) насеље је у Румунији у округу Браила у општини Марашу. Oпштина се налази на надморској висини од 4 m.

## Становништво
Према подацима из 2002. године у насељу је живело 346 становника, од којих су сви румунске националности.